# 24. marec
24. marec je 83. dan leta (84. v prestopnih letih) v gregorijanskem koledarju. Ostaja še 282 dni.

## Dogodki
- 1818 – v Srbiji izide Karadžićev pravopis Srbski riječnik
- 1837 – v Kanadi temnopoltim dodelijo volilno pravico
- 1882 – Robert Koch objavi, da je odkril povzročitelja tuberkuloze
- 1918 – na slovenosti v hotelu Union Ljubljani Franja Tavčar presedniku jugoslovanskega kluba Antonu Korošču izroči 200 000 zbranih podpisov za Majniško deklaracijo.
- 1924 – Grčija postane republika
- 1930 – poimenovali planet Pluton
- 1933 – Reichstag sprejme zakon o popolni oblasti kanclerja
- 1941 – Somalija spet pod britanskim nadzorom
- 1942 – uvedba vojaške obveznosti v slovenski Štajerski
- 1945:
  - Nemci odkrijejo in napadejo bolnišnico Franjo
  - jugoslovanska vlada in UNRRA pri OZN podpišeta sporazum o oskrbovanju Jugoslavije s hrano, zdravili in obleko
- 1958 – Elvis Presley začne služiti vojaški rok, pretežno v Nemčiji
- 1976 – odstavljena argentinska predsednica Isabel Martínez de Perón
- 1992 – Slovenija postane članica KEVS (danes OVSE)
- 1999 – 
  - pričetek Natovih napadov na ZR Jugoslavijo
  - na tovornjaku v predoru pod Mont Blancom izbruhne požar, v katerem umre 39 ljudi. Po dogodku je predor zaprt tri leta
- 2015 – v francoskih Alpah strmoglavi letalo Airbus A320 nemške letalske družbe Germanwings, v nesreči umre 150 potnikov in članov posadke
- 2021 – slovenska nogometna reprezentanca v tekmi kvalifikacij za svetovno prvenstvo v Katarju na stadionu Stožice z rezultatom 1:0 premaga hrvaško nogometno reprezentanco. To je prva zmaga Slovenije nad Hrvaško na uradnih tekmah.

## Rojstva
- 1188 – Ferdinand Flandrijski, portugalski princ, grof Flandrije († 1233)
- 1257 – Jolanda Lusignanska, grofica La Marche († 1314)
- 1282 - Oldžejtu, osmi kan Ilkanata  († 1316)
- 1285 – Al-Nasir Muhamad, mameluški sultan Egipta († 1341)
- 1657 – Arai Hakuseki, japonski konfucijanski filozof in politik († 1725)
- 1693 – John Harrison, angleški tesar, urar, izumitelj († 1776)
- 1834 – William Morris, angleški pesnik, slikar († 1896)
- 1835 – Jožef Stefan, slovenski fizik, matematik, pesnik († 1893)
- 1849 – Franz Serafin Exner, avstrijski fizik († 1926)
- 1874 – Ehrich Weiss - Harry Houdini, madžarsko-ameriški čarovnik judovskega rodu († 1926)
- 1883 – Alojzija Štebi, slovenska političarka, novinarka, urednica, aktivistka († 1956)
- 1884 – Peter Joseph William Debye, nizozemsko-ameriški fizik, kemik († 1966)
- 1891 – John Knittel, švicarski pisatelj († 1970)
- 1893 – Walter Baade, nemško-ameriški astronom († 1960)
- 1897 – Wilhelm Reich, avstrijski psihiater in psihoanalitik († 1957)
- 1914 – Ivo Maček, hrvaški pianist, pedagog in akademik († 2002)
- 1926 – Dario Fo, italijanski pisatelj, igralec, gledališki direktor, dobitnik nobelove nagrade za literaturo († 2016)
- 1930 – Steve McQueen, ameriški filmski igralec († 1980)
- 1931 – France Rozman, slovenski duhovnik, teolog, biblicist, prevajalec in profesor († 2001)
- 1944 – Ronald Lee Ermey, ameriški igralec († 2018)
- 1951 – Valerij Hodemčuk, sovjetski inženir, prva žrtev černobilske nesreče († 1986)
- 1964 – Franc Posel, slovenski kemik
- 1984 – Jure Godler, slovenski skladatelj, pianist in komedijant
- 1990 – Benedikt Doll, nemški biatlonec

## Smrti
- 809 – Harun ar-Rašid, arabski kalif (* 763 ali 766)
- 1266 – Bernard iz Parme, italijanski pravnik, teolog
- 1275 – Beatrika Angleška, princesa, hči Henrika III. (* 1242)
- 1284 – Hugo III., ciprski in jeruzalemski kralj (* 1235)
- 1296 – Odon de Pins, veliki mojster vitezov hospitalcev
- 1381 – Katarina iz Vadstene, švedska plemikinja, opatinja, svetnica (* 1332)
- 1394 – Konstanca Kastiljska, princesa, angleška plemkinja, vojvodinja Lancasterja (* 1354)
- 1400 – Florens Radewyns, holandski mistik (* 1350)
- 1603 – Elizabeta I., angleška kraljica (* 1533)
- 1776 – John Harrison, angleški tesar, urar, izumitelj (* 1693)
- 1794 – Jacques René Hébert, francoski revolucionar (* 1757)
- 1812 – Johann Jakob Griesbach, nemški teolog (* 1745)
- 1820 – Jean Baptiste René Robinet, francoski naravoslovec, filozof in enciklopedist (* 1835)
- 1882 – Henry Wadsworth Longfellow, ameriški pesnik (* 1807)
- 1902 – Jakob Missia, slovenski kardinal (* 1838)
- 1905 – Jules Verne, francoski pisatelj (* 1828)
- 1916 – August Fick, nemški jezikoslovec (* 1833)
- 1916 – Enrique Granados, španski skladatelj, pianist (* 1867)
- 1946 – Aleksander Aleksandrovič Aljehin, ruski šahist (* 1892)
- 1948 – Nikolaj Aleksandrovič Berdjajev, ruski filozof (* 1874)
- 1956 – Willem Hendrik Keesom, nizozemski fizik (* 1876)
- 1962 – Auguste Picard, švicarski izumitelj (* 1884)
- 1972 – Milko Kos, slovenski zgodovinar (* 1892)
- 1974 – Jošida Isoja, japonski arhitekt (* 1894)
- 1976 – Bernard Law Montgomery, angleški maršal (* 1887)
- 1990 – An Wang, kitajsko-ameriški računalniški inženir, izumitelj (* 1920)
- 1993 – John Richard Hersey, ameriški pisatelj (* 1914)
- 1999 – Pierlucio Tinazzi, italijanski reševalec in varnostnik (* 1962)